# Oleh Blochin
Oleh Volodymyrovytj Blochin (ukrainska: Оле́г Володи́мирович Блохі́н, ryska: Оле́г Влади́мирович Блохи́н, Oleg Vladimirovitj Blochin), född 5 november 1952 i Kiev, Sovjetunionen, är en ukrainsk fotbollstränare och före detta sovjetisk fotbollsspelare (anfallare). Han är rekordhållare i antal matcher (112) och mål (42) i Sovjetunionens landslag.

## Karriär

### Spelarkarriär
Blochin spelade under 1970- och 1980-talen i det östeuropeiska storlaget Dynamo Kiev och i Sovjetunionens landslag. Han uppmärksammades stort när Dynamo Kiev vann Cupvinnarcupen. Han själv utsågs till Europas bästa fotbollsspelare 1975, men det faktum att han var sovjetmedborgare gjorde en övergång till en storklubb i väst omöjlig.
Blochin var en snabb spelare och skolad under Dynamo Kievs legendariske tränare Valerij Lobanovskyj med tonvikt på utveckling av spelarnas fysik. Blochin vann Cupvinnarcupen igen 1986.
Han deltog även i VM i fotboll 1982 och 1986. För Sovjetunionen spelade Blochin 112 landskamper och gjorde 42 mål åren 1972–1988, i båda fallen sovjetiskt landslagsrekord.

### Tränarkarriär
Blochin har efter den aktiva karriären arbetat som tränare i bland annat Grekland, där han ledde Olympiakos 1990–1993. Därefter har han tränat PAOK, Ionikos och AEK Aten.
Blochin blev 2003 förbundskapten för Ukraina, och ledde landslaget då landet för första gången deltog i VM i fotboll i Tyskland 2006. Laget nådde kvartsfinal där man åkte ut mot de blivande världsmästarna Italien.
Efter att Ukraina misslyckades med att kvalificera sig till Europamästerskapet i fotboll 2008, avgick Blochin från posten som landslagstränare. Därpå innehade han uppdrag i FK Moskva (tränare) och för FK Tjornomorets Odessa (sportdirektör). Blochin återinsattes på posten som förbundskapten april 2011. 2012 ledde han det ukrainska landslaget i EM på hemmaplan.